# Mount McCarthy (Mac-Robertson-Land)
Mount McCarthy ist ein 1860 m (nach anderer Quelle 1555 m) hoher Berg im ostantarktischen Mac-Robertson-Land. Er ist der östlichste Berg der Porthos Range in den Prince Charles Mountains.
Eine vom australischen Bergsteiger William Gordon Bewsher (1924–2012) geleitete Mannschaft der Australian National Antarctic Research Expeditions besuchte ihn im Dezember 1956. Das Antarctic Names Committee of Australia benannte ihn nach James William Parker McCarthy (1919–1994), leitender Meteorologe und stellvertretender Leiter der Mawson-Station im Jahr 1956.